# Martín Barragán
Martín „Poteyo” Barragán Negrete (ur. 14 lipca 1991 w Tizapán el Alto) – meksykański piłkarz występujący na pozycji napastnika, reprezentant Meksyku, od 2024 roku zawodnik Celayi.

## Kariera klubowa
Barragán rozpoczynał swoją karierę w czwartoligowej ekipie Agaveros del Arenal, po czym przeszedł do również występującej w czwartej lidze drużyny Oro Tizapán. W tamtym okresie oprócz gry w piłkę dorabiał jako pracownik stacji benzynowej. Za sprawą udanych występów przeniósł się do akademii juniorskiej zespołu Club Atlas z Guadalajary, gdzie przez kolejne kilka sezonów z powodzeniem grał w rezerwach (w sezonie Apertura 2012 w barwach Académicos został królem strzelców trzeciej ligi), a w wieku dwudziestu jeden lat został włączony do seniorskiej ekipy przez szkoleniowca Tomása Boya, pierwszy mecz rozgrywając w niej w lutym 2013 przeciwko Lobos BUAP (2:0) w krajowym pucharze (Copa MX). W jesiennym sezonie Apertura 2013 dotarł z Atlasem do finału pucharu Meksyku, lecz w Liga MX zadebiutował dopiero 4 stycznia 2014 w zremisowanym 0:0 spotkaniu z Tijuaną. Premierowe gole w najwyższej klasie rozgrywkowej strzelił natomiast 29 marca tego samego roku w wygranej 3:1 konfrontacji z Cruz Azul, dwukrotnie wpisując się na listę strzelców.
| Sezon     | Klub                | Kraj   | Rozgrywki        | Mecze | Bramki |
| --------- | ------------------- | ------ | ---------------- | ----- | ------ |
| 2008/2009 | Agaveros del Arenal | Meksyk | Tercera División | 17    | 5      |
| 2009/2010 | Oro Tizapán         | Meksyk | Tercera División | 10    | 5      |
| 2010/2011 | FC Atlas            | Meksyk | Segunda División | 19    | 12     |
| 2011/2012 | FC Atlas            | Meksyk | Segunda División | 2     | 0      |
| 2012/2013 | Académicos de Atlas | Meksyk | Segunda División | 35    | 36     |
| 2013/2014 | Club Atlas          | Meksyk | Liga MX          | 10    | 2      |
| 2014/2015 | Club Atlas          | Meksyk | Liga MX          | 24    | 6      |
| 2015/2016 | Club Atlas          | Meksyk | Liga MX          | 8     | 0      |
| 2016/2017 | Club Atlas          | Meksyk | Liga MX          |       |        |